# Euploea consanguinea
Euploea consanguinea är en fjärilsart som beskrevs av Butler 1878. Euploea consanguinea ingår i släktet Euploea och familjen praktfjärilar. Inga underarter finns listade i Catalogue of Life.